# 1966-os kupagyőztesek Európa-kupája-döntő
Az 1966-os kupagyőztesek Európa-kupája-döntő volt a 6. KEK-döntő. A trófeáért a nyugatnémet Borussia Dortmund, és az angol Liverpool mérkőzött a glasgowi Hampden Parkban. A mérkőzést a Dortmund nyerte hosszabbítás után 2–1-re.

## A mérkőzés
| 1966. május 5. 19:30 |

| Borussia Dortmund    | 2–1 (h. u.)     | Liverpool |
| -------------------- | --------------- | --------- |
| Held 61' Libuda 107' | (0–0, 1–1, 1–1) | Hunt 68'  |

| Hampden Park, Glasgow Nézőszám: 41 657 Játékvezető: Pierre Schwinte (francia) |

| Dortmund | Liverpool |

| BORUSSIA DORTMUND: |    |                 |
|                    |    |                 |
| GK                 | 1  | Hans Tilkowski  |
| RB                 | 2  | Gerhard Cyliax  |
| LB                 | 3  | Theodor Redder  |
| MF                 | 4  | Dieter Kurrat   |
| CB                 | 5  | Wolfgang Paul   |
| MF                 | 6  | Rudi Assauer    |
| RW                 | 7  | Reinhard Libuda |
| IN                 | 8  | Aki Schmidt     |
| CF                 | 9  | Sigfried Held   |
| IN                 | 10 | Wilhelm Sturm   |
| LW                 | 11 | Lothar Emmerich |
| Vezetőedző:        |    |                 |
| Willi Multhaup     |    |                 |

| LIVERPOOL:   |    |                  |
|              |    |                  |
| GK           | 1  | Tommy Lawrence   |
| RB           | 2  | Chris Lawler     |
| LB           | 3  | Gerry Byrne      |
| MF           | 4  | Gordon Milne     |
| CB           | 5  | Ron Yeats        |
| MF           | 6  | Willie Stevenson |
| RW           | 7  | Ian Callaghan    |
| IN           | 8  | Roger Hunt       |
| CF           | 9  | Ian St John      |
| IN           | 10 | Tommy Smith      |
| LW           | 11 | Peter Thompson   |
| Vezetőedző:  |    |                  |
| Bill Shankly |    |                  |

| Az 1965–1966-os kupagyőztesek Európa-kupája győztese |
| ---------------------------------------------------- |
| Borussia Dortmund 1. cím                             |

## Lásd még
- 1965–1966-os bajnokcsapatok Európa-kupája
- 1965–1966-os vásárvárosok kupája